# A928 road
Die A928 road ist eine A-Straße in der schottischen Council Area Angus.

## Verlauf
Die Straße beginnt im Zentrum von Kirriemuir. Sie führt in südlicher Richtung über den Gairie Burn und verlässt Kirriemuir durch die südlichen Stadtteile. Am Südrand quert die A928 die in Ost-West-Richtung verlaufende A926 (Blairgowrie and Rattray–Forfar). Weiter nach Süden durch die dünnbesiedelten Regionen von Angus verlaufend, bindet die A928 den Weiler Leys of Cossans an das Straßennetz an. Sie quert das Dean Water auf der denkmalgeschützten Bridgend Bridge und führt entlang der Ländereien des historisch bedeutenden Glamis Castle bis nach Glamis. Südlich der Ortschaft kreuzt die A94 (Perth–Forfar). Auf Höhe des Weilers Hatton of Ogilvie dreht der Verlauf der A928 sukzessive nach Südosten ob. Nach einer Gesamtlänge von 16,9 km endet die Straße mit ihrer Einmündung in die A90 (Edinburgh–Fraserburgh) rund 2,5 km nördlich von Tealing.